# 福鼎市
福鼎市（ふくてい-し）は中華人民共和国福建省に位置する省直轄の県級市であり、しばらくの間、寧徳市の代理管轄下に置かれている。

## 歴史
1739年（乾隆4年）に霞浦県より分割され福鼎県が設置される。

## 特産
- 福鼎白茶[1]

## 行政区画

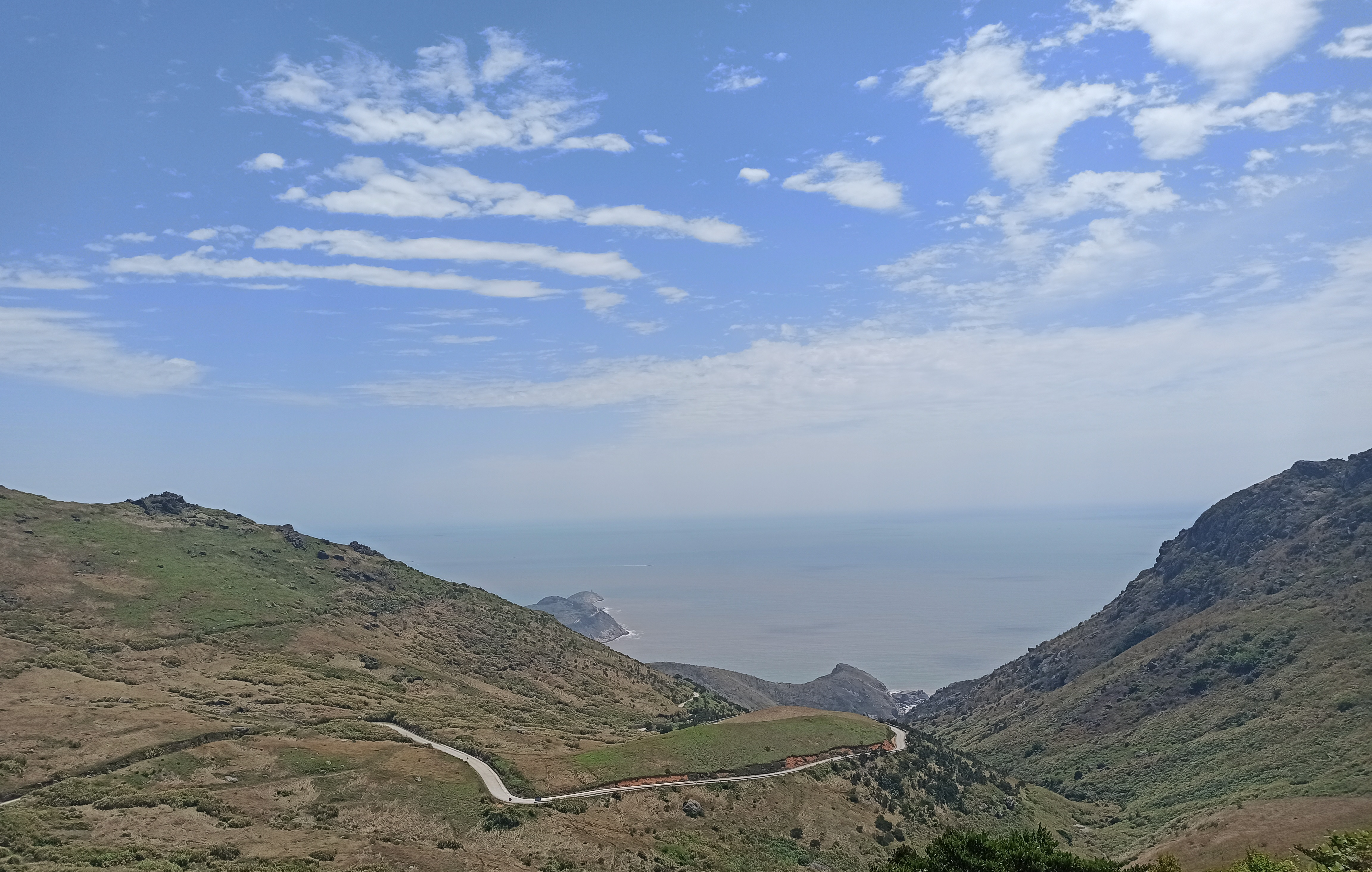
大嵛山島

下部に3街道、10鎮、2郷、1民族郷を管轄する
- 街道
  - 桐山街道、桐城街道、山前街道
- 鎮
  - 貫嶺鎮、前岐鎮、沙埕鎮、店下鎮、太姥山鎮（含台山島）、磻渓鎮、白琳鎮、点頭鎮、管陽鎮、嵛山鎮
- 郷
  - 畳石郷、佳陽郷
- 民族郷
  - 硤門シェ族郷

## 交通

### 鉄道
- 中国国家鉄路集団
  - 温福線
    - 福鼎駅
    - 太姥山駅

### 道路
- 高速道路
  -  瀋海高速道路
  -  甬莞高速道路（中国語版）
- 国道
  - G104国道（中国語版）
  - G228国道

### 港湾
- フェリー
  - 沙埕港から台山島への定期船が発着している。